# Naravni rezervat Krustkalni
Naravni rezervat Krustkalni (latvijsko Krustkalnu dabas rezervāts) je naravni rezervat v vzhodni Latviji, ki je bil ustanovljen leta 1977. Ima površino 2978 hektarjev. Od leta 2004 je ta ustanova del Nature 2000, mreže zavarovanih območij Evropske unije. Rezervat upravlja regionalna uprava Latgale.
Naravni rezervat je bil ustvarjen za ohranjanje značilne biotske raznovrstnosti kompleksa vodnih in gozdnih ekosistemov, kompleksa iglastih gozdov in travnikov ter podzemnih izvirov, ki tvorijo majhna močvirja in jezera. Značilnost teh izvirov je visoka vsebnost kalcija, zaradi česar nastanejo apnenčasta tla. Spodbujajo rast kalcifilnih rastlin, ki se pogosto pojavljajo na obalnih območjih države, niso pa značilne za vzhodno Latvijo. Rezervat ima 32 vrst rastlin in 37 vrst živali, uvrščenih v latvijsko Rdečo knjigo, število rastlin iz Rdeče knjige v Krustkalnem pa je na drugem mestu med rezervati v državi.

## Zgodovina
Pred ustanovitvijo so zemljišča rezervata pripadala gozdni raziskovalni postaji Krustkalni. Še pred ustanovitvijo zavarovanega območja so baltski nemški in latvijski naravoslovci, vključno z Nikolajsom Malto, vedeli, da ima ta regija najbogatejšo floro vzhodne Latvije. Zaradi zahtevnega terena so bila ta območja zahtevna za obdelavo in nemogoča uporaba intenzivnih načinov gozdarjenja. Hkrati je bilo to območje zaradi višinskih razlik in pestrosti pokrajine značilno za bogato rastlinstvo in živalstvo. Glede na ta dva dejavnika so od leta 1950 raziskovalci z Univerze v Latviji in Inštituta za biologijo univerze začeli raziskovati območje in postalo je prizorišče študentske prakse. Pod vodstvom Inštituta za biologijo je bil tam 15. aprila 1977 ustanovljen prvi naravni rezervat v vzhodni Latviji. Skupaj je 69 zemljišč gozda postalo naravni rezervat, vendar je začasno ostalo v uporabi raziskovalne postaje. Leta 1979 je bil ustanovljen naravni rezervat Slītere, ki so mu bili podrejeni vsi drugi latvijski rezervati, vključno s Krustkalnim. Leta 1982 je bil organiziran naravni rezervat Teiči, prav tako v vzhodni Latviji. Ker je bil rezervat Teiči v isti regiji kot Krustkalni, je bila za rezervate ustanovljena skupna uprava, ki je bila podrejena latvijskemu proizvodnemu gozdarskemu združenju Latvias Mejs. Od 1. februarja 2011 je skupno upravljanje obeh vzhodnih latvijskih rezervatov pod vodstvom regionalne uprave Latgale.

## Podnebje
Rezervat leži v prehodnem območju med gorovjem Central Vidzeme z ostrim podnebjem in nižino Lubāna, za katero je značilen toplejši celinski zrak. Vpliv obalnega podnebja na njenem ozemlju je oslabljen zaradi relativne ločenosti od obale Baltskega morja in srednjega latvijskega gorja. Obdobje brez zmrzali s temperaturami nad 5 °C traja 180 dni. Povprečna najnižja temperatura je -28 °C. Tukaj pade 600 mm padavin letno in se porazdelijo takole: približno 350 mm izhlapi, 250 mm pa postane površinski odtok. Razgiban teren določa pestrost mikroklimatskih razmer v delih rezervata.

## Geografija in hidrologija
Rezervat leži v vzhodni Latviji, na meji zgodovinskih regij Vidzeme in Latgale. Njegovo ozemlje v celoti leži v občini Madona, katere središče, mesto Madona, je 15 km od meja rezervata. Obris rezervata je podoben trikotniku, ki sega do vasi Mārciena na severozahodu, na severovzhodu je omejen s cesto Madona–Jēkabpils, na jugu pa reka Aiviekste, ki teče na obrobju vasi Ļaudona.
Območje rezervata leži na nižini Srednje Daugave, vendar je narava terena podobna bližnjemu vzpetini Central Vidzeme. V zadnji ledeni dobi je prišlo do znatnega odlaganja ledeniškega materiala, ki je oblikoval Madonsko-Trepsko pečino. Krustkalni zavzema najožji del od jezera Dreimaņa (ali Svētes, latvijsko Dreimaņa ezers) na severu do reke Aiviekste na jugu. Znotraj rezervata je pečina sestavljena iz 2–5 grebenov, dolgih do 4 km, s skupno širino 1–2 km na 153 m nadmorske višine. Vsak od grebenov je širok od 70 do 250 m, ima relativno višino do 50 m in naklon približno 35°. Med grebeni so nižine (dobro odcedne ali močvirnate) in široke grape.
Vzdolž jugovzhodnega pobočja Madonsko-Trepske pečine se razteza depresija Dooku-Svetes na nadmorski višini 95–100 m. Je ravno dno starodavnega jezera, ki je obstajalo v holocenu. V jezersko dno se je naložila velika količina karbonatov, nekaj časa pa so tam industrijsko kopali apno. Sedaj so se na mestu nekdanjih kamnolomov nekateri ribniki postopoma zarasli in spremenili v travnike.
V rezervatu je veliko vodnih teles, ki jih lahko razdelimo na tri vrste: jezera, reke in izviri. Največja na tem območju so jezera, ki jih je 13. Med njimi je jezero Dreimaņa, na jugozahodni obali katerega je kilometer in pol dolg polotok. Tako kot druga jezera, zgoščena v vzhodnem delu zavarovanega območja, ima Dreimaņa močvirnate obale in dno, sestavljeno iz apnenca s plastmi mulja. Iz jezera reka Svetupe teče skozi osrednji del depresije Dooku-Svetes proti jugu, absorbira pritok Nidrīte in se izliva v Aiviekste. Druga reka, Nīdreite, izvira in obkroža rezervat z jugozahoda. Vse te reke so majhne in vijugaste, z nizkimi bregovi in bogato vegetacijo. Izviri rezervata so skoncentrirani ob vznožju hribov in na obali jezera Dreimaņa.

## Geologija in tla
Ledeniški izvor reliefnih oblik določa sestavo geoloških kamnin. To so velikozrnat pesek, s karbonati bogat prod fluvioglacialnega izvora, prodniki z balvani, redkeje ilovice in prašnati material. Ponekod so ti materiali prekriti z balvanskimi ilovicami ali peščenjaki. V depresiji Dooku-Svetes so karbonatne kamnine začele nastajati v borealnem obdobju in se nadaljevale kopičenje v subborealnem obdobju, njihovo odlaganje pa se je končalo v prvi polovici atlantskega obdobja. Apnenci depresije so mokasti in drobnozrnati, z vsebnostjo karbonatov 88–90 %. Apnenčasta plast doseže 5 m debeline, prekrita je s srednje razpadlo šoto, katere debelina variira od 0,1 do 2,5 m. Tako ima depresija Dooku-Svetes največja nahajališča jezerskega apnenca v Latviji.
Tla rezervata so raznolika. V severnem delu zavarovanega območja prevladuje podzol, na ostalem ozemlju šotaste podzolke, zelo majhne površine pa zavzemajo glejsolne in rendzinske prsti. Med šotnimi tlemi prevladujejo vrste, značilne za močvirje. Oglje je najdeno v nekaterih odsekih prsti, pokazatelj gozdnih požarov in požigalništva, ki se je dogajalo v starih časih.

## Rastlinstvo
Ekosistem rezervata gosti 604 taksonov rastlin, vključno s 23 vrstami praproti, 12 vrstami golosemenk in 569 kritosemenkami. V rastlinstvu rezervata prevladujejo člani družin Asteraceae, Poaceae, Cyperaceae, Fabaceae in Rosaceae. Tudi družina Orchidaceae je dobro zastopana s 17 vrstami.
Glede na geobotanično coniranje rezervat spada v zahodno podprovinco vzhodnobaltskega florističnega okrožja, vendar se nahaja blizu meje vzhodne podprovince. To je razvidno iz mešane narave njegove flore, ki vključuje tipične vzhodne latvijske vrste (na primer Ligularia sibirica) in vrste, ki običajno rastejo veliko bolj zahodno v nižini Piejūras [lv]. Vrste z evrazijskimi, evropskimi in subarktičnimi habitati predstavljajo pomemben del zaščitene flore.

### Gozdna vegetacija
Raznolikost mikroklimatskih razmer in reliefnih oblik določa širok razpon rastlinskih združb in klasifikacij vegetacije. Najpogostejše rastlinske združbe Krustkalnega so borovi in smrekovi gozdovi, ki se izmenjujejo z gozdovi z drobnim listjem, manjšimi travniki, kmetijskimi zemljišči v zaraščanju in močvirji različnih vrst. Rezervat spada v baltsko-belorusko podprovinco severnoevropske tajge province evrazijske tajge holarktičnega kraljestva, zato so conski tipi gozdov zanj kompleksna in listasta smreka. Prav ti gozdovi zavzemajo najvišje lege, nižje pa so poseljeni s hrastovim gozdom, trepetliko in brezo ter zelenimi mahovi (Pleurozium schreberi, Hylocomium splendens in Dicranum polysetum), Pteridium aquilinum in borovnico (Vaccinium myrtillus). Na pobočjih hribov, na rodovitnih tleh rastejo smrekovi gozdovi s pokrovom navadne zajčje deteljice (Oxalis acetosella). Izjemno redki so hrastovi gozdovi z zelenim mahom. Na nekdanjih posekah je namesto pragozda nastal nov gozd iz sive jelše (Alnus incana), v podrasti pa rastejo številne rastline lipovca (Tilia cordata), čremza (Prunus padus), jerebike (Sorbus aucuparia) in črnega ribeza (Ribes nigrum). V travni ruši prevladuje kopriva (Urtica dioica), ki tvori visoke in goste goščave. Nasprotno pa so borovi gozdovi videti svetli, ker rastejo na suhih peščenih tleh, ki niso primerna za večino gozdnih trav. Namesto tega spodnjo plast vegetacije tvorijo grmi brusnic s primesmi Melampyrum pratense in redkeje kKobulasti zelenček (Chimaphila umbellata). Na vrhovih hribov se ta odeja spremeni v goščavo borovnic ali mešanico kladonijevih lišajev (Cetraria islandica) iz Ericaceae.
Gozdovi na karbonatnih tleh imajo edinstveno sestavo. Lahko so različnih vrst (smreka, trepetlika, breza, zelo redko bor ali kozja vrba), vedno pa vsebujejo manjše količine listavcev: drobnolistna lipa, hrast dob (Quercus robur), ostrolistni javor (Acer platanoides), dolgopecljati brest (Ulmus laevis) in gorski brest (Ulmus glabra). Podrast v takšnih gozdovih je zelo gosta in raznolika, vključno z puhastolistnim kosteničevjem (Lonicera xylosteum), navadno lesko (Corylus avellana), brogovita (Viburnum opulus) in navadni volčin (Daphne mezereum). Travnati pokrov takšnih gozdov je zelo podoben pokrovu južnih hrastovih gozdov. Vsebuje veliko navadne regačice (Aegopodium podagraria), dvolistne senčnice (Maianthemum bifolium), navadnega jetrnika (Anemone hepatica), trpežnega golšca (Mercurialis perennis), Asarum europaeum in dišeče perle (Galium odoratum).
V najnižjih delih rezervata rastejo različni močvirni gozdovi. Brezove gozdove pokrivajo tla sfagnumi (šotni mahovi, večinoma Sphagnum magellanicum), močvirski rožmarin (Rhododendron tomentosum) in borovnice; če gozd sestavljajo puhasta breza (Betula pubescens), navadni trst (Phragmites australis), mrzličnik (Menyanthes), škrlatna močvirna trava (Molinia caerulea), vlaknati šaš (Carex appropinquata) in Carex cespitosa, šaši pa s svojo rušo tvorijo značilen grbinast mikrorelief. V smrekovih gozdovih v travnatem pokrovu prevladujeta praprot in šaš; gozdovi navadne jelše so bogati z zelišči, kot so majska šmarnica, navadna kopriva, Lysimachia europaea, bezeg, mehki osat (Cirsium oleraceum) in brestovolistni oslad (Filipendula ulmaria). V gozdovih rezervata včasih najdemo grmičevje, ki v Latviji ni zelo pogosto. V suhih gozdovih lahko srečamo posamezne primerke brina, na rodovitnejših tleh pa navadna trdoleska (Euonymus europaeus) in Euonymus verrucosus.

### Travniška vegetacija
Travniki rezervata so razdeljeni na tri vrste: suhe, mezofitne (zmerno vlažne) in nižinske. Suhi travniki so omejeni na pobočja gričev, na njihovih suhih in nerodovitnih površinah uspevajo Navadna migalica (Briza media), Agrostis capillaris in Anthoxanthum odoratum. Na mezofitnih travnikih prevladuje navadna pasja trava (Dactylis glomerata), v nižinah pa so poleg gramineae, na primer Deschampsia cespitosa, predstavniki drugih družin, kot so Geum rivale, proseni šaš (Carex panicea) in Carex vesicaria. V rezervatu sta opazna dva nenavadna travnika. Prvi je ob vznožju hriba, kjer hladen izvir izloča apno na okoliška tla. Na tem travniku rastejo visoke koprene latastega šaša (Carex paniculata) poleg Dactylorhiza russowii in Ligularia sibirica, rezervat, ki vsebuje največjo populacijo slednje vrste v Latviji. Drug travnik zavzema polotok jezera Dreimaņa, kjer je močvirno apno izpostavljeno površini in je veliko kalcefilnih vrst. Med travnatimi šaši (Carex) polotoka najdemo orhideje, in sicer navadna močvirnica (Epipactis palustris), Dactylorhiza baltica in mesnordeča prstasta kukavica (Dactylorhiza incarnata) ter navadna rezika (Cladium mariscus), ki je na robu razširjenosti. V bližini izvirov na travniku so zeleni mahovi in liparis loeselii, na obali pa veliko trsja (Phragmites).

### Barjanska vegetacija
Krustkalna barja so omejena bodisi na kotanje med griči bodisi na obale jezer. Med njimi prevladujejo nižine in barja, manj pogosta pa so visoka barja. Vegetacija nižinskih močvirij je sestavljena iz različnih trav, kot so Panicum, Carex nigra, Carex flava, Carex rostrata in Carex lasiocarpa, pa tudi Eriophorum latifolium in posameznih vrstah ajde in močvirskega petoprstnika (Comarum palustre). Na prehodnih barjih se tem rastlinam pridružijo borovnice (Cyanococcus), brusnice (Vaccinium oxycoccos) in labradorski čaj (Ledum latifolium). V nasprotju s tem pa so visoka barja zelo različna, na njih so šotni mahovi, predvsem Sphagnum magellanicum, zEriophorum vaginatum in žužkojede rastline, kot sta angleška rosika (Drosera anglica) in okroglolistna rosika (Drosera rotundifolia). Ponekod v močvirjih se nahajajo goščave, ki jih tvorijo različne vrste vrbe, navadne jelše in redkeje grmičaste breze (Betula humilis).

### Vodna vegetacija
Flora rezervata vključuje helofite, rastline, ki rastejo potopljene v vodi, in vrste, ki prosto plavajo na površini. Med pogostimi vodnimi rastlinami so močvirski petoprstnik, čopasti šaš (Carex acuta), bodičasta kalica (Calla), ajda in močvirska praprot (Thelypteris palustris), na nekaterih jezerih pa navadni trst, Cladium, širokolistni rogoz (Typha latifolia) in ozkolistni rogoz (Typha angustifolia). V globljih delih jezer živijo beli lokvanj (Nymphaea alba), Nymphaea candida, Nuphar lutea, Lemna minor, Lemna trisulca in Elodea canadensis. Opaziti je mogoče podvodne 'travnike', ki jih tvorijo alge iz rodu Chara.

### Zaščitena vegetacija
V rezervatu so znanstveniki identificirali 32 vrst rastlin, navedenih v latvijski rdeči knjigi, seznamu ogroženih vrst. Med njimi sta še posebej redki Cladium mariscus in Pulsatilla pratensis, ki ju najdemo le na dveh mestih. Vrste, kot so Gladiolus imbricatus, Ligularia sibirica, Pulmonaria angustifolia in Digitalis grandiflora, se v drugih rezervatih Latvije sploh ne pojavljajo. Znanstveno zanimive so Pulsatilla patens, sibirska perunika (Iris sibirica) in Anemonoides sylvestris, ki so na zahodni meji svojih rastišč. Manj redke, a prav tako varovane, so Malus sylvestris, Aquilegia vulgaris, Arctostaphylos uva-ursi, Corallorhiza trifida in Schoenus ferrugineus. Orhideje so vredne posebne omembe. Večina jih ima najraje vlažne travnike z apnenčasto prstjo. Na razmeroma majhnih površinah najdemo Dactylorhiza russowii, Dactylorhiza baltica, Dactylorhiza incarnata, Dactylorhiza fuchsii, Dactylorhiza maculata, Platanthera chlorantha in Platanthera bifolia, Liparis loeselii, Orchis mascula in Malaxis monophyllos. Le temno rdeča Epipactis atrorubens ima najraje suhe sončne ceste in gozdne robove. Med bolj primitivnimi rastlinami so pod zavarovanjem različni primerki Lycopodiopsida – Spinulum annotinum, Lycopodium clavatum, Huperzia selago in Diphasiastrum complanatum.
Vrstna sestava lišajev in gliv v rezervatu ni dovolj raziskana.

## Živalstvo
V rezervatu živi 41 vrst sesalcev (70 % sesalcev v državi), 140 vrst ptic (45 % ptic v državi), 5 vrst plazilcev, 6 vrst dvoživk, 21 vrst rib in približno 400 vrst žuželk. Od tega je 37 vrst uvrščenih v latvijsko Rdečo knjigo. V lokalni favni so večinoma zastopane vrste borealnih mešanih gozdov, precej manj pa čisto tajga in gozdno-stepske vrste.

### Sesalci
Vse vrste žužkojedih sesalcev v rezervatu so pogoste, kot so rjavoprsi jež (Erinaceus europaeus), gozdna rovka (Sorex araneus), mala rovka Sorex minutus in navadni krt Talpa europaea. Netopirji priletijo v rezervat le na nočni lov, čez dan pa se skrivajo v stavbah zunaj rezervata, zlasti v vaseh Ļaudona, Sāviena in Prauliena. Med predstavniki te vrste so bili opaženi Plecotus auritus, Eptesicus nilssonii, Myotis dasycneme in Nyctalus noctula.
Planinski zajec (Lepus timidus) je v rezervatu pogost, zajec (Lepus europaeus) pa redek, vendar se populaciji obeh vrst zmanjšujeta. Zelo številni so majhni glodavci. Na primer, v gozdovih je veliko gozdne voluharice (Myodes glareolus), v mokriščih prevladuje travniška voluharica (Microtus agrestis), na odprtih prostorih - poljska voluharica (Microtus arvalis), miši Apodemus flavicollis in Apodemus agrarius. V Krustkalnem uspeva in uspešno gnezdi tudi bober (Castor fiber).
Gozdovi so tudi zatočišče različnim plenilcem. Predvsem obstajajo številne vrste podlasic (Mustela nivalis), dihurja (Mustela putorius) in velika podlasica (Mustela erminea). Obstajajo stabilne populacije vidre (Lutra lutra), lisice (Vulpes vulpes) in kuna zlatica (Martes martes). Jazbeci (Meles meles) in rakunasti psi (Nyctereutes procyonoides) so precej številni, iz svojih brlogov izpodrivajo jazbece. Podobno pod vplivom ameriškega minka (Neovison vison) počasi upada populacija evropskega minka Mustela lutreola. Ozemlje rezervata redno obiskujeta en ali dva risa (Lynx lynx).
Od štirih vrst kopitarjev v gozdovih rezervata sta najpogostejša los (Alces alces) in divja svinja (Sus scrofa), velika pa je tudi populacija srne (Capreolus capreolus). Njeno stanje je v veliki meri odvisno od zimskih razmer. Poleg tega se v Krustkalnem postopoma povečuje tudi številčnost navadnega jelena (Cervus elaphus).

### Ptice
Od 140 vrst ptic, ki jih najdemo v rezervatu, jih je gnezdilo 107 vrst. Glede na razširjenost gozdnih biocenoz so na tem območju prevladujoče vrste mali vrabci. Najpogosteje opazimo taščico (Erithacus rubecula), Phylloscopus collybita, grmovščico (Phylloscopus sibilatrix) in Phylloscopus trochilus, ponekod pa prevladujejo Poecile montanus, velika sinica (Parus major), Ficedula hipolevka. Vendar pa je veliko vrst ptic omejenih na določene habitate. Samo v iglastih gozdovih je na primer mogoče opazovati Nucifraga caryocatactes, Lophophanes cristatus, Ficedula parva, Regulus regulus, Prunella modularis, Turdus philomelos in Turdus iliacus, Emberiza citrinella ipd. Gnezdi izključno na robovih in jasah Caprimulgus europaeus. Lastniki listopadnih gozdov so Sylvia borin, Muscicapa striata, Linaria cannabina.
Ptičja favna odprtih biocenoz bolj spominja na stepe in travnike na jugu. Med travami si uredijo gnezda poljski škrjanec (Alauda arvensis), repaljščica (Saxicola rubetra), Anthus pratensis, Oenanthe oenanthe, priba (Vanellus vanellus), Motacilla flava in bela pastirica (Motacilla alba). V to skupino v določeni meri spadajo tudi sinantropske vrste, ki se nagibajo k človekovemu bivanju. Predvsem v bližini objektov v rezervatu so opazili domačega vrabca (Passer domesticus) in poljskega vrabca (Passer montanus), lastovko (Hirundo rustica) in mestno lastovko (Delichon urbicum), turško grlico (Streptopelia decaocto).
Jeseni v rezervatu prezimi le 50 vrst ptic. To niso samo vrabci (velike in dolgorepe sinice, poljski in hišni vrabci, Chloris chloris, Spinus spinus, ampak tudi predstavniki drugih vrst, zlasti kragulj (Accipiter gentilis), črna žolna (Dryocopus martius), mali detel (Dryobates minor) in veliki detel (Dendrocopos major). V tem času postanejo zelo opazne vrane: kavka (Coloeus monedula), sraka (Pica pica), krokar (Corvus corax), siva vrana (Corvus cornix).
Ptice ujede v rezervatu, čeprav jih ne predstavlja preveč vrst, imajo stabilne populacije. Od dnevnih plenilcev sta najpogostejša kanja (Buteo buteo) in skobec (Accipiter nisus). Iz okoliških območij je na lov za rezervat pogosto obiskan škrjančar (Falco subbuteo). Od nočnih plenilcev v gozdovih redno gnezdita lesna sova (Strix aluco) in mala uharica (Asio otus). Poleg njih so bile tu opažene še mali skovik (Glaucidium passerinum), koconogi čuk (Aegolius funereus) in kozača (Strix uralensis).
Kure predstavljajo vrste, kot so ruševec (Lyrurus tetrix), jereb (Tetrastes bonasia) in jerebica (Perdix perdix). Toda če se prvi dve vrsti v rezervatu počutita dobro, gnezdita letno in celo do neke mere prevladujeta pozimi, siva jerebica trpi zaradi uporabe gnojil in pesticidov na okoliških poljih. Druga vrsta, ki je ranljiva iz istega razloga, je kosec (Crex crex). Vodne ptice vezane na vodna telesa, ki jih tujci skoraj ne obiščejo, ne doživljajo antropogenega pritiska. V jezerih rezervata so številne liska (Fulica atra), mlakarica (Anas platyrhynchos), Gallinula chloropus, veliki ponirek (Podiceps cristatus), Spatula querquedula in Anas crecca. Sem se redno prihajata hranit siva čaplja (Ardea cinerea) in črna štorklja (Ciconia nigra), čeprav je slednja precej redka. Med selitvami v rezervatu se velike jate navadnega žerjava (Grus grus) (posamični osebki ostanejo za gnezdenje), Anser fabalis in sive gosi (Anser anser) ustavijo na počitku.

## Znanstvena in gospodarska dejavnost
Krustkalni je pritegnil pozornost znanstvenikov v 19. stoletju. Leta 1895 je botanik A. Rapp sestavil seznam lokalne flore, ki je vključeval že 417 vrst rastlin, ki jih najdemo na obrobju Liaudone. Od leta 1940 floristične raziskave v Krustkalnem redno izvajajo študenti Univerze v Latviji. Leta 1972 je temeljito študijo lokalnih mahov opravil briolog A. Abolin, leta 1976 pa je štafeto prevzel znani cvetličar A. Rasinsh. Na podlagi rezultatov teh študij je bilo odločeno, da se temu območju podeli status rezervata, da bi ohranili edinstvene habitate in njihovo lastno rastlinsko raznolikost. Po ustanovitvi rezervata so raziskave na njegovem ozemlju izvedli zaposleni v rezervatu Teiči in do neke mere v narodnem parku Slītere.
Na ozemlju rezervata velja strog varstveni režim, ki prepoveduje kakršno koli gospodarsko dejavnost: sečnjo dreves, rudarjenje, lov, nabiranje rastlinskih surovin, vnesenih vrst itd. Neposredno skozi rezervat potekata dve javni cesti, njegove meje pa mejijo na kmetijska zemljišča. Obisk rezervata zunanjim osebam, tudi kot del izletniških skupin, je prepovedan, s posebnim dovoljenjem lahko to storijo le znanstveniki.